# Władysław Ludwig
Władysław Ludwig, ps. Kamil, Czarna Pantera (ur. 12 września 1902 w Warszawie, zm. 29 września 1944 pod Jaktorowem) – instruktor harcerski, twórca kursów wigierskich, współzałożyciel organizacji harcerskiej „Wigry”, uczestnik powstania warszawskiego, prawnik.

## Życiorys
Do harcerstwa wstąpił w 1913 w Zakopanem, należał do drużyny prowadzonej przez Andrzeja Małkowskiego. Po przeniesieniu się do Warszawy działał w 25 Warszawskiej Drużynie Harcerzy im. hetmana Stanisława Żółkiewskiego, która działała przy Gimnazjum Wojciecha Górskiego w Warszawie. Został drużynowym tej drużyny, a następnie komendantem hufca.
Maturę zdał w Gimnazjum im. ks. Józefa Poniatowskiego.
Jako harcerz uczestniczył w 1918 w rozbrajaniu Niemców opuszczających Warszawę. W 1920 brał udział, jako ochotnik, w wojnie polsko-bolszewickiej, w której został kontuzjowany i otrzymał stopień plutonowego.
W 1924 otrzymał stopień harcmistrza. W okresie 1928–1935 (z przerwami) był komendantem Chorągwi Warszawskiej Związku Harcerstwa Polskiego. Uczestniczył w licznych zlotach harcerskich i skautowych (kilkakrotnie kierował polskimi reprezentacjami na zlotach): na Siekierkach i w Jamboree w Danii w 1924, w Poznaniu i w Jamboree w Arrow Park k. Liverpoolu w Anglii w 1929, w Pradze  1931 i w Gödöllő na Węgrzech w 1933.
W 1929 został powołany do szkoły podchorążych rezerwy w Śremie, z której z powodu choroby zostaje zwolniony po pięciu miesiącach. 
Rozpoczął studia prawnicze na Uniwersytecie Warszawskim, ale dyplom magistra praw uzyskał na Uniwersytecie Jagiellońskim w Krakowie. Po zakończeniu aplikacji sędziowskiej zdał w 1934 egzamin sędziowski. W 1938 rozpoczął pracę w Powszechnym Zakładzie Ubezpieczeń Wzajemnych.
W 1935 ożenił się z Ireną Marcinkowską z 14 Warszawskiej Żeńskiej Drużyny Harcerskiej im. Królowej Jadwigi.
Był jednym z inicjatorów kursów instruktorskich nad jeziorem Wigry, ich instruktorem i kilkukrotnym komendantem, twórcą wigierskiego stylu kształcenia kadry harcerskiej.
Był kierownikiem Wydziału Obozów i Turystyki w Głównej Kwaterze Harcerzy. Powierzono mu kierowanie przygotowaniem Jubileuszowego Zlotu 25-lecia Harcerstwa w Spale, był zastępcą komendanta zlotu.
Jako stronnik opozycji w stosunku do władz centralnych ZHP (przede wszystkim przewodniczącego związku, wojewody śląskiego Michała Grażyńskiego), opowiadający się za autonomią harcerstwa, a przeciwko upolitycznieniu ZHP i wiązaniu z rządzącym obozem sanacyjnym, został 14 marca 1936 zawieszony w pełnieniu funkcji harcerskich pod pretekstem nadużyć finansowych i niegospodarności na zlocie. Podczas procesu przed Naczelnym Sądem Harcerskim Ludwig wykazał celowość wszystkich wydatków, mimo to zakwestionowano jedną z pozycji, w wysokości niespełna 2 złotych. Na mocy orzeczenia NSH z 17 maja 1936 otrzymał urlop karny do 2 czerwca 1937. Po jego zakończeniu na XVII Zjeździe Walnym Okręgu Warszawskiego ZHP 27 marca 1938 wszedł w skład Zarządu Okręgu. Wybór ten nie został jednak zatwierdzony przez naczelnictwo ZHP. W styczniu 1939 roku Ludwig ustąpił ze składu Zarządu. 
Dalsze posunięcia Naczelnika Harcerzy Zbigniewa Trylskiego spowodowały konflikt, wskutek którego ogromna, solidaryzująca się z Ludwigiem, większość harcmistrzów warszawskich została pozbawiona stopni instruktorskich i w przededniu wojny, w maju 1939, znalazła się poza Związkiem Harcerstwa Polskiego (tzw. sprawa warszawska, sprawa Ludwiga).
We wrześniu Ludwig nie został zmobilizowany, usiłował dostać się do wojska na Wołyniu. Po powrocie do Warszawy w połowie października zaczął skupiać wokół siebie ocalałych instruktorów usuniętych wcześniej z ZHP. 30 października utworzyli oni własną organizację harcersko-wojskową, sformowaną w batalion, która na pamiątkę kursów instruktorskich przyjęła nazwę „Wigry”. Ludwig pełnił funkcję I zastępcy dowódcy batalionu. 
W latach 1940–1941 kierował wywiadem wojsko-gospodarczym prowadzonym przez „Wigry” dla Tajnej Organizacji Wojskowej (TOW). Działał także w organizacji Wawer na terenie Mokotowa. Po włączeniu się „Wigier” do Związku Walki Zbrojnej (następnie Armia Krajowa) kierował w „Wigrach” sprawami bezpieczeństwa, wywiadu i informacji oraz konspiracyjnymi kontaktami z innymi organizacjami. Był pomysłodawcą i kierownikiem akcji „charytatywnej” – pomocy rodzinom harcerskim, współdziałał też w akcji pomocy więźniom. Organizował „pluton techniczny”, który przeszedł następnie do Wojskowej Służby Ochrony Powstania (WSOP). W 1943 roku wszedł do tzw. „Korpusu Zachodniego” (agendy Delegatury Rządu na Kraj), w którym prowadził Referat Sądowo-Karny i kierował kursem administracyjno-organizacyjnym, przygotowującym zespół administracyjny na Ziemie Zachodnie. W swoim własnym mieszkaniu uruchomił tzw. „czytelnię” podziemnej prasy i organizował stale zebrania komendy „Wigier”.
Za zasługi w organizowaniu podziemnego wojska awansowany 11 listopada 1943 do stopnia porucznika.
Po rozmowach „Wigier” z „Szarymi Szeregami” jesienią 1943 i nawiązaniu bliższej współpracy, na przełomie 1943/1944 został powołany na przewodniczącego Komisji Wydawniczej Centrum Wyszkolenia Wojskowego Szarych Szeregów, a następnie na przewodniczącego Komisji Pomocy „Opieka” przy GK Szarych Szeregów. 16 marca 1944 roku ukazał się rozkaz nr L.8 GK Szarych Szeregów, który zakończył sprawę przedwojennego konfliktu, o następującej treści: Przedwojenny konflikt między władzami harcerskimi a grupą instruktorów, którzy później utworzyli oddział „Wigry”, został całkowicie zakończony. Instruktorzy, których komendant oddziału „Wigry” przedstawi do pracy w Szarych Szeregach, i którzy pracę tę podejmą, mają automatycznie przywrócony stopień instruktorski. Przywrócenie stopni dotyczy również instruktorów związanych z tą sprawą poległych lub zmarłych w latach 1939–1940.
W powstaniu warszawskim w dniu 1 sierpnia 1944 stawił się na koncentrację batalionu „Wigry” na Starym Mieście, pełnił funkcję I zastępcy dowódcy batalionu. Wraz z kompanią bronił cmentarza ewangelickiego na Woli, obsadzając barykadę na ulicy Młynarskiej przy Ostroroga. Po powrocie batalionu na Stare Miasto i jego reorganizacji nadal pełnił funkcję I zastępcy dowódcy batalionu oraz objął dowództwo nad kompanią szturmową. Brał z nią udział m.in. w walkach na ul. Świętojańskiej (11 sierpnia) i w obronie Pałacu Mostowskich (17 sierpnia), gdzie został ranny i cudem uniknął śmierci. 20 sierpnia w celu zorganizowania broni i amunicji dla batalionu przedostał się kanałami na Żoliborz, skąd nie mógł już powrócić na Stare Miasto. Wraz z 6 podkomendnymi przedarł się do Puszczy Kampinoskiej, tam przyłączył się do oddziałów leśnych (pułk Palmiry-Młociny) i dowodził jednym z nich.
Poległ 29 września 1944 w bitwie pod Jaktorowem, osłaniając tyły swojego pułku wycofującego się w Góry Świętokrzyskie. 
Grób na cmentarzu żołnierzy AK z Grupy Kampinos w Budach Zosinych k. Jaktorowa. Ciało ekshumowano i przeniesiono 14 listopada 1945 do grobu rodzinnego na cmentarzu Powązkowskim (kwatera 23-1-1,2).

## Ordery i odznaczenia
- Krzyż Walecznych
- Srebrny Krzyż Zasługi (11 listopada 1934)[8]